# Наварино (переписна місцевість, Вісконсин)
Наварино (англ. Navarino) — переписна місцевість (CDP) в США, в окрузі Шавано штату Вісконсин. Населення — 177 осіб (2010).

## Географія
Наварино розташоване за координатами 44°36′39″ пн. ш. 88°29′37″ зх. д. / 44.61083° пн. ш. 88.49361° зх. д. (44.610790, -88.493607).  За даними Бюро перепису населення США в 2010 році переписна місцевість мала площу 2,82 км², уся площа — суходіл.

## Демографія
Згідно з переписом 2010 року, у переписній місцевості мешкало 177 осіб у 73 домогосподарствах у складі 54 родин. Густота населення становила 63 особи/км².  Було 78 помешкань (28/км²).
Расовий склад населення:
| - 94,9 % — білих - 2,3 % — корінних американців |

До двох чи більше рас належало 2,8 %. Частка іспаномовних становила 1,7 % від усіх жителів.
За віковим діапазоном населення розподілялося таким чином: 20,9 % — особи молодші 18 років, 63,8 % — особи у віці 18—64 років, 15,3 % — особи у віці 65 років та старші. Медіана віку мешканця становила 40,5 року. На 100 осіб жіночої статі у переписній місцевості припадало 115,9 чоловіків;  на 100 жінок у віці від 18 років та старших — 100,0 чоловіків також старших 18 років.
Середній дохід на одне домашнє господарство  становив 60 518 доларів США (медіана — 48 750), а середній дохід на одну сім'ю — 75 093 долари (медіана — 65 000). За межею бідності перебувало 3,8 % осіб, у тому числі 0,0 % дітей у віці до 18 років та 0,0 % осіб у віці 65 років та старших.
Цивільне працевлаштоване населення становило 87 осіб. Основні галузі зайнятості: виробництво — 36,8 %, будівництво — 13,8 %, освіта, охорона здоров'я та соціальна допомога — 12,6 %.